# Districtul Komárom
Komárom (în maghiară Komáromi járás) este un district în județul Komárom-Esztergom, Ungaria.
Districtul are o suprafață de 378,78 km2 și o populație de 39.559 locuitori (2013).